# Богуславська Людмила Броніславівна
Людми́ла Бронісла́вівна Богусла́вська (нар. 16 травня 1955, Львів) — українська художниця декоративно-ужиткового мистецтва. Член Національної спілки художників України (1992).

## Життєпис
Людмила Богуславська народилася 16 травня 1955 року в місті Львові.
1978 року закінчила Львівський інститут прикладного та декоративного мистецтва, де її педагогами з фаху були Зеновій Флінта, Карло Звіринський, Володимир Риботицький. Від 1985 працювала на Львівській експериментальній кераміко-скульптурній фабриці. Нині на творчій роботі.

## Творчість
1978 року почала представляти свої роботи на виставках. Персональні виставки відбулися у Львові (1992, 2010, 2012, 2015, 2016, 2019), Славську (2017), Києві (2020). Окремі роботи зберігаються у фондах Одеського музею західного і східного мистецтва, Національного музею-заповідника українського гончарства в Опішному, Музею книги та друкарства України та інших; приватних збірках України та світу.
Серед важливих робіт:
- набір декоративних ваз і тарелей для Львівського військового шпиталю (1983), декоративне панно, вази та пласти для газової станції м. Бібрки на Львівщині (1985), декоративні вази «Дерева» для магазину «Чобіток» м. Києва (1986), декоративне панно «Пори року» для дитячої лікарні м. Києва (1987);
- кераміка — «Сон», «Парк» (обидва — 2003).

## Нагороди
- друга премія ІІІ Інтерсимпозіуму кераміки в Опішному[4].